# Kaboutersberg

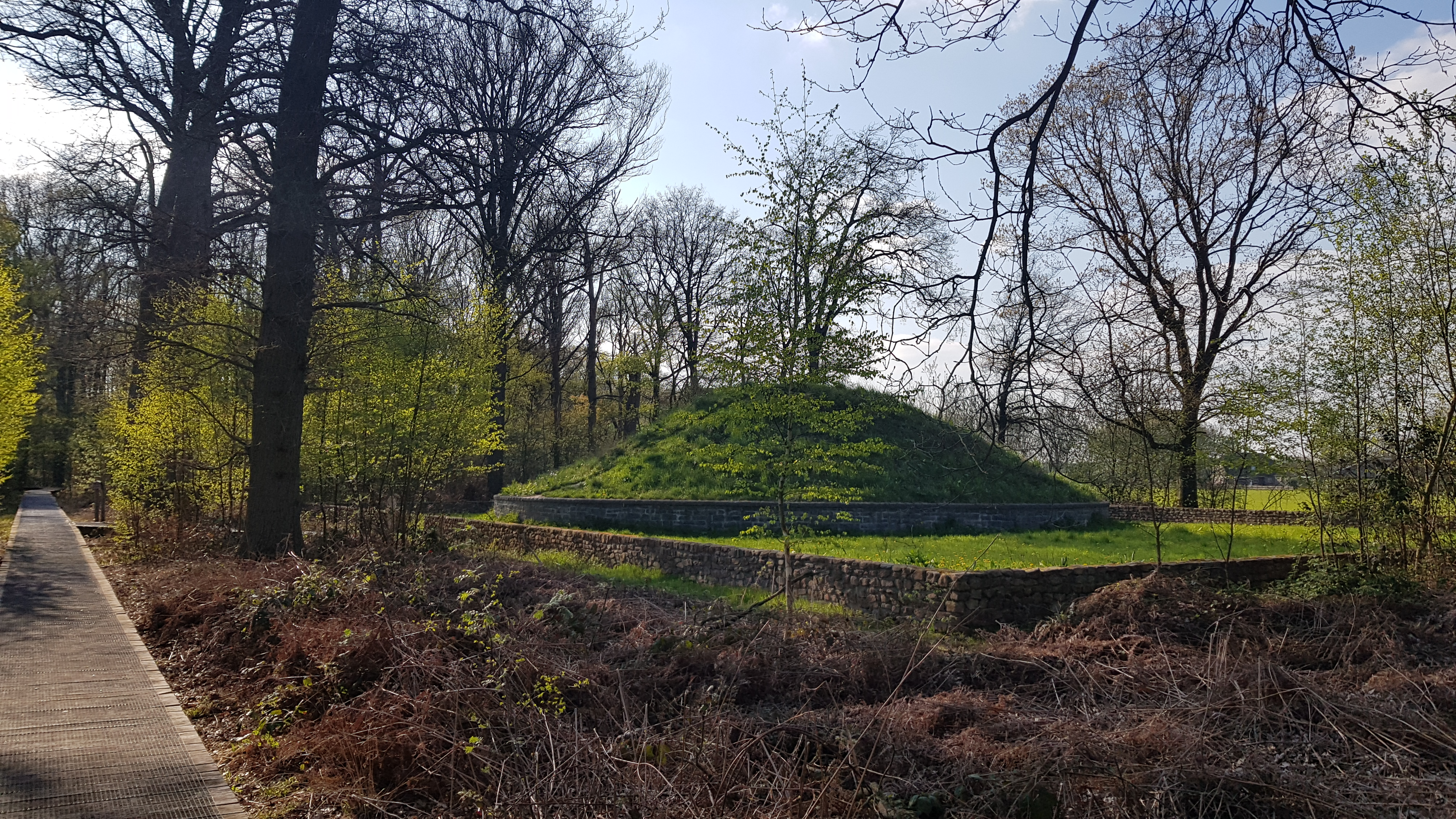
Kaboutersberg bij Hoogeloon

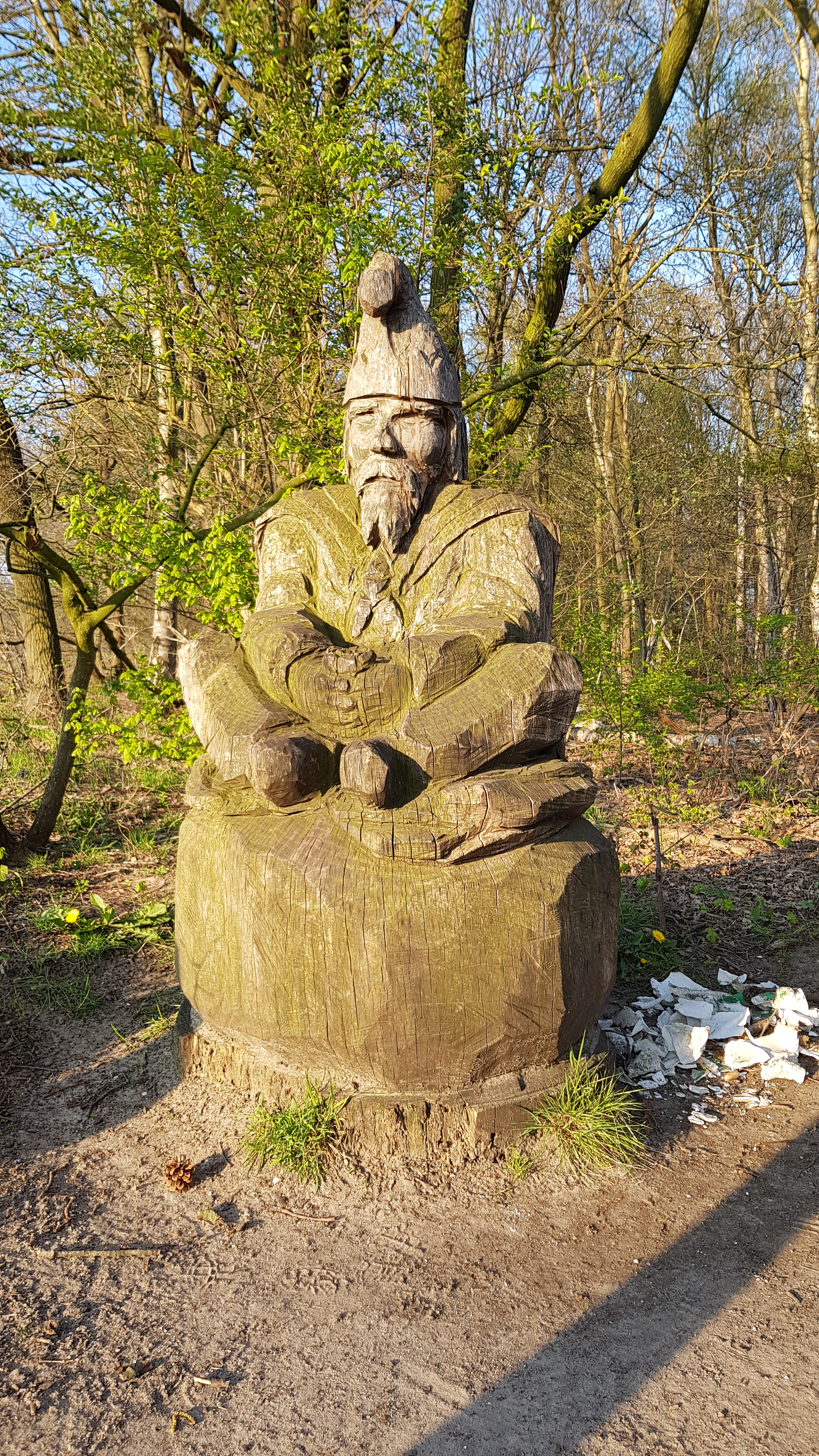
Kabouterkoning Kyrië

De Kaboutersberg is een gereconstrueerde Romeinse grafheuvel in de Brabantse Kempen bij Hoogeloon in de Nederlandse gemeente Bladel. De grafheuvel ligt ten noordoosten van het dorp in het kleine bosgebied het Hoogeloons bos nabij de Kleine Beerze. Ongeveer 300 meter ten zuidwesten van de gereconstrueerde grafheuvel en ongeveer 400 meter ten zuidwesten van de oorspronkelijke grafheuvel bevond zich de Romeinse villa Hoogeloon. De oorspronkelijke grafheuvel lag niet op exact dezelfde plek als de gereconstrueerde heuvel maar iets noordelijker.

## Geschiedenis
In het begin van de 2e eeuw na Chr. werd er een grafheuvel opgeworpen en was er een Romeinse grafveld aangelegd. De heuvel zou een hoogte gehad hebben van ongeveer zeven meter.
In de middeleeuwen werd er geloofd dat de grafheuvel de woonplaats was van de mythische Kabouterkoning Kyrië.
In 1827 werd de Romeinse grafheuvel afgegraven. Enkele restanten werden bij een opgraving van de Vrije Universiteit Amsterdam in 1988 terugevonden.
In 2012 werd de reconstructie van de verdwenen Romeinse grafheuvel officieel geopend. Voor die tijd was er niets meer van de Romeinse grafheuvel te zien in het landschap.

## Grafmonument
Het grafmonument bestaat uit een vierkant ommuurd terrein met daarbinnen een meters hoge grafheuvel waarvan de voet ommuurd wordt door een ronde stenen muur. In de gereconstrueerde grafheuvel heeft men een vleermuizenkelder aangebracht.